# Lillerød Sogn
Lillerød Sogn er et sogn i Hillerød Provsti (Helsingør Stift).
I 1800-tallet var Lillerød Sogn i Lynge-Frederiksborg Herred anneks til Blovstrød Sogn i Lynge-Kronborg Herred. Begge herreder hørte til Frederiksborg Amt. De to sogne dannede hver sin sognekommune. Ved kommunalreformen i 1970 blev Lillerød og størstedelen af Blovstrød indlemmet i Allerød Kommune, mens en mindre del af Blovstrød blev indlemmet i Hørsholm Kommune.
I Lillerød Sogn ligger Lillerød Kirke.
I sognet findes følgende autoriserede stednavne:
- Allerød By (bebyggelse, ejerlav)
- Borup (bebyggelse)
- Brødeskov (areal, bebyggelse)
- Børstingerød (bebyggelse)
- Børstingerød By (bebyggelse, ejerlav)
- Enghaven (bebyggelse)
- Horsemose (bebyggelse)
- Lillerød (bebyggelse)
- Lillerød By (bebyggelse, ejerlav)
- Tokkekøb Hegn (areal, ejerlav)